# Paweł Błachowicz
Paweł Błachowicz – polski menedżer i działacz społeczny.

## Życiorys
AbsolwentWyższej Szkoły Zarządzania i Finansów we Wrocławiu, Zarządzanie i marketing – studia licencjackie (2001–2004) oraz Europeistyki na Wyższej Szkole Handlowej we Wrocławiu – studia magisterskie uzupełniające (2004–2006).
Od urodzenia choruje na postępujący zanik mięśni, jednak niepełnosprawność nie przeszkodziła mu w aktywnym uczestnictwie w życiu społecznym. 
Z jego inicjatywy powstało Centrum Integracji Społecznej (CIS) w Lądku Zdroju, które pomaga osobom w trudnej sytuacji życiowej zdobyć nowe umiejętności i podjąć pracę. CIS współpracuje z lokalnymi przedsiębiorcami, dostosowując programy szkoleniowe do potrzeb rynku pracy. Jest również założycielem i prezesem  fundacji „Szansa” .

## Nagrody i wyróżnienia
- 2014 Tytuł CIVIS ACTIVUS – Aktywny Obywatel Ziemi Kłodzkiej,
- Krzyż Kawalerski Orderu Odrodzenia Polski (2025) – za wybitne zasługi w działalności na rzecz osób potrzebujących pomocy i wsparcia[3].